# Yu-Gi-Oh! Go Rush!!
Yu-Gi-Oh! Go Rush!! (遊☆戯☆王ゴーラッシュ！！, Yūgiō Gōrasshu!!), stylisé Yu-Gi-Oh! GO RUSH!!, est une série d'animation japonaise réalisée par Bridge, et diffusée sur la chaîne TV Tokyo du 4 avril 2022 au 30 mars 2025 au Japon,,.

## Médias

### Anime
Le 17 décembre 2021, TV Tokyo annonce la diffusion de Yu-Gi-Oh! Go Rush!! pour la première fois le 3 avril 2022 sur sa chaîne ainsi que BS TV Tokyo, avec des membres clés de l'équipe de Yu-Gi-Oh! Sevens qui reviendront à leurs postes respectifs : Nobuhiro Kondo réalise la série aux studios Bridge, Toshimitsu Takeuchi en est le scénariste, et Kazuko Tadano et Hiromi Matsushita sont les concepteurs des personnages. Dans les épisodes 1 à 51, le premier thème d'ouverture est Shinkirō (蜃気楼) de Frederic tandis que le thème de fin est One Way de Yūsuke Saeki. Depuis l'épisode 52, le deuxième thème d'ouverture est Soul Galaxy de BRADIO tandis que le thème de fin est Cosmos de Taichi Mukai.

### Manga
Une adaptation de Yu-Gi-Oh! Go Rush!! sous format manga, écrit et illustré par Sugita Naoya, est publié dans le magazine Saikyō Jump entre le 4 avril 2022 et le 4 mars 2024. Un total de quatre tomes sont commercialisés.